# Masahiro Wada
Masahiro Wada (jap. 和田 昌裕 Wada Masahiro; ur. 21 stycznia 1965) – japoński piłkarz występujący na pozycji pomocnika.

## Kariera piłkarska
Od 1987 do 1998 roku występował w klubach Gamba Osaka i Vissel Kobe.

## Kariera trenerska
Po zakończeniu piłkarskiej kariery pracował jako trener w Vissel Kobe, Chonburi, Kyoto Sanga FC, Port i Sisaket.